# Portici
Portici község (comune) Olaszország Campania régiójában, Nápoly megyében.

## Fekvése
Nápolytól 8 km-re délkeletre fekszik. Határai: Ercolano, Nápoly és San Giorgio a Cremano.

## Története
Területét már valószínűleg a rómaiak is lakták. A címerében három betű van: Q P A, amelyet a lakosok rövidítésnek tartanak, egy római polgár, Quintus Portius Aquila nevét sejtik mögötte, akinek – feltételezhetően – villája volt itt, s ennek területén keletkezett a település. Az első régészeti leletek alapján története a kora középkorra (728-ra) vezethető vissza. A település ekkor a Caraffa és Migliano nemesi családok birtoka volt. 1415-ben II. Johanna nápolyi királynő a kedvesének, Giovanni Caracciolónak adományozta. A Vezúv 1631-es kitörése a települést súlyosan megrongálta. 
Virágkorát III. Károly uralkodása idején élte, amikor a király elrendelte egy új palota építését. Ugyanaebben az időben kereskedelme is fellendült a hajózás fejlődésének valamint a Porto Borbonico del Granatello (Granatellói Bourbon kikötő) megépítésének köszönhetően. 1839-ben megépült Olaszország első vasútvonala, amely Porticit kötötte össze Nápollyal. A 7,5 km hosszú távolságot 11 perc alatt tették meg az első vonatok. 
II. Ferdinánd király az 1840-es években egy vasúti üzemet alapított Pietrarsában, amely hosszú időkön át gyártott vasúti gördülőanyagokat valamint hajómotrokat. Pietrarsa negyed ma Nápolyhoz tartozik, az egykori üzemet pedig vasúttörténeti múzeummá alakították át. 
1860-ban Két Szicília Királysága beolvadását követően, Portici is az új Olasz Királyság része lett. 1873-ban a megüresedett királyi palotát átvette a Nápolyi Egyetem, amely itt rendezte be a mezőgazdasági karát. 
Napjainkban a gazdaság nagy részét a mezőgazdaság adja. Egykori kikötője sokat veszített jelentőségéből, forgalma jelentősen lecsökkent.

## Népessége
A népesség számának alakulása:

## Fő látnivalói
- Portici királyi palota és a botanikus kert